# Scopelosaurus argenteus
Scopelosaurus argenteus is een straalvinnige vissensoort uit de familie van papierbeenvissen (Notosudidae). De wetenschappelijke naam van de soort is voor het eerst geldig gepubliceerd in 1954 door Maul.